# マリアン・オプレア
マリアン・オプレア（Marian Oprea、1982年6月6日 - ）はルーマニアの男子陸上競技選手。専門は三段跳。ピテシュティ出身。身長190cm、体重77kg。2003年-07年のルーマニア選手権男子三段跳優勝者。
2004年アテネオリンピック男子三段跳では17m55の記録でクリスチャン・オルソンに次ぐ2位となり銀メダルを獲得した。2005年7月ローザンヌで17m81の記録を残し、この年の男子三段跳世界ランキング1位となった。2005年世界陸上競技選手権大会三段跳では17m40の記録で3位に入り、2006年ヨーロッパ陸上競技選手権大会三段跳でも3位となった。北京オリンピックで5位に入った後、膝に大きなケガを負ったために2009年世界陸上競技選手権大会には出場できなかった。

## 主な戦績
| 年度 | 大会名                             | 開催地             | 種目 | 順位  |
| ---- | ---------------------------------- | ------------------ | ---- | ----- |
| 2001 | ユニバーシアード                   | 北京               | 2位  | 17m11 |
| 2004 | オリンピック                       | アテネ             | 2位  | 17m55 |
| 2004 | IAAFワールドアスレチックファイナル | モンテカルロ       | 8位  | 16m36 |
| 2005 | 世界陸上競技選手権大会             | ヘルシンキ         | 3位  | 17m40 |
| 2006 | IAAFワールドカップ                 | アテネ             | 3位  | 17m05 |
| 2006 | ヨーロッパ陸上競技選手権大会       | イェーテボリ       | 3位  | 17m18 |
| 2006 | IAAFワールドアスレチックファイナル | シュトゥットガルト | 8位  | 16m54 |
| 2008 | オリンピック                       | 北京               | 5位  | 17m22 |
| 2010 | ヨーロッパ陸上競技選手権大会       | バルセロナ         | 2位  | 17m51 |
| 2010 | IAAFコンチネンタルカップ           | スプリト           | 1位  | 17m29 |

### 記録
- 三段跳 - 17m81（2005年）
- 走幅跳 - 7m73（2005年）